# Купер, Эдвард (издатель)
Эдвард Купер (англ. Edward Cooper; ?–1725) — английский издатель, торговец произведениями искусства и антиквар, работавший в Лондоне; влиятельная фигура в художественных кругах Англии конца XVII — начала XVIII века, один из наиболее значительных предпринимателей в своей области.

## Биография
О ранних годах жизни и карьеры Эдварда Купера ничего неизвестно. Впервые его имя упоминается в выпуске газеты The True Protestant Mercury за 21 февраля 1682 года, где он был указан как издатель портрета Томаса Тинна. Довольно скоро — в 1684 году — Купер стал оспаривать принадлежавшую Александру Брауну монополию на издание гравюр в манере меццо-тинто, и в 1686 году получил королевскую привилегию на защиту издаваемых им гравюр сроком на четырнадцать лет. К тому времени Купер уже начал сотрудничество с меццо-тинтистом Джоном Смитом и распространять работы ведущих художников-портретистов: Виллема Виссинга, Фредерика Керсебома, Готфрида Кнеллера и — некоторое время позднее — Михаэля Даля; кроме этого он издавал эстампы с современных пейзажей, натюрмортов и жанровых сцен Роберта Робинсона, Бернарда Ленса II и Яна ван дер Ваарта, а также с произведений старых мастеров. В частности, Купер в 1707 году выпустил серию гравюр Джона Саймона по картонам Рафаэля, находящихся во дворце Хэмптон-корт.
Гравюры Меццо-тинто были основным направлением деятельности Купера, но он также занимался изданием резцовых гравюр и офортов, а также вводом в оборот ранее использованных досок, таких как серия Фрэнсиса Барлоу «Птицы и звери». Совместно с Ричардом Томпсоном Купер издал офорты Питера Вандербанка с росписей северного крыла Виндзорского замка (около 1682—1686); в 1691 году он издал большой офорт Дирка Маса «Битва на реке Бойн». В качестве торговца гравюрами Купер специализировался на гравюрах старых мастеров и импортных итальянских эстампах; в рекламных объявлениях Купер называется распространителем таких значимых работ, как гравюры Никола Дориньи по картонам Рафаэля и Джеймса Торнхилла по его росписям купола собора Святого Павла соответственно.
Помимо издания гравюр Купер занимался торговлей картинами и материалами для художников. В художественных кругах Англии Купер имел репутацию одного из ведущих знатоков, участвуя в оценке частных собраний и их последующей распродаже. В 1703 он выступал оценщиком коллекции эстампов естествоиспытателя Роберта Гука, а к 1711 году занимался распространением каталогов важных картинных аукционов. С большой долей вероятности считается, что Купер выступал в качестве аукциониста и автора сопутствующих каталогов на ряде таких аукционов, об одном из которых сообщает The Daily Courant за 21 января 1719 года. В 1714 году Купер присутствовал в качестве стюарда на празднике «Виртуозов Святого Луки» — первого в Англии профессионального общества знатоков искусства, членом которого Купер состоял с 1714 по 1720 годы. Он также состоял в знакомстве с гравёром и антикваром Джорджем Вертью, обращавшимся к издателю как одному из основных консультантов по вопросам истории искусства.
Большую часть жизни Купер работал в заведении «The Three Pigeons» на Бедфорд-стрит между Ковент-Гарден и Стрэндом. В браке со своей супругой Присциллой издатель имел трёх детей: дочерей Элизабет и Присциллу и сына Джона; портреты всех членов семьи были опубликованы в виде меццотинтных гравюр. В 1723 году, — после четырёх десятилетий активной работы, — Купер отошёл от дел; в выпуске The Daily Courant за 2 февраля 1723 года сообщается о распродаже эстампов и рисунков из коллекции издателя. Примерно тогда же появился меццотинтный портрет Купера работы Питера Пелема по оригиналу Яна ван дер Ваарта, запечатлевший издателя как человека объёмной внешности, держащего в руке отпечатанный эстамп; в своём завещании, заверенном в марте 1725 года, Купер называет ван дер Ваарта «дорогим другом». Также в завещании Купер передал свой второй дом в собственность своей жены, тогда как сыну Джону был оставлен один шиллинг, предположительно из-за конфликта с отцом.
Эдвард Купер умер в начале 1725 года, вслед за чем последовала распродажа домашних и торговых принадлежностей, бывших в его собственности. Изданные Купером эстампы в значительных количествах находятся в коллекциях Британского музея в Лондоне и Йельского центра британского искусства в Нью-Хейвене. Его сын Джон Купер, ненадолго переживший отца и умерший примерно в 1730 году, стал известен в качестве видного издателя и аукциониста. В 1726 году Купер — младший выступил соиздателем поэмы «Гудибрас» Сэмюэла Батлера с иллюстрациями Уильяма Хогарта, а в 1727 году выпустил портреты «Красавиц Хэмптон-корт» работы Джона Фейбера Младшего по оригиналам Готфрида Кнеллера. Джон Купер был женат на актрисе и драматурге Элизабет Купер (урождённой Прайс), известной как автор пьесы «Враждующие вдовы» и составительница сборника «Библиотека Муз».